# Смрт вешањем
Смрт вешањем (енг. Death by Hanging, јап. 絞死刑) је јапански филм из 1968. у режији Нагисе Ошиме, са До-јун Јуом у главној улози. Био је познат по својим иновативним брехтовским техникама и сложеним третманима кривице и свести, правде и прогона етничких Корејаца у Јапану.

## Радња
Отварање налик документарцу представља одају смрти у којој ће се извршити егзекуција. Необјашњиво, човек који треба да буде погубљен, етнички Корејац познат само као Р, преживљава вешање, али губи памћење. Званичници који присуствују вешању расправљају о томе како даље, како би се закон могао протумачити као забрана стрељања појединца који не признаје свој злочин и његову казну. Они одлучују да морају да убеде Р-а да прихвати кривицу подсећајући га на његове злочине – у овом тренутку филм прелази у високо театрализовану структуру, филм-у-филму.
У сценама апсурдног и перверзног хумора, званичници рекреирају Р-ов први злочин, силовање младе жене. У овом неуспеху, они покушавају да рекреирају његово детињство тако што говоре и изводе грубе расистичке стереотипе о Корејцима које имају Јапанци. Огорчени, они посећују место другог Р-овог злочина у напуштеној средњој школи, али у претераном тренутку реконструкције, званичник убија девојчицу. 
У одаји смрти, жена која тврди да је Р-ова „сестра“ појављује се пред званичницима. Она покушава да убеди Р-а да су његови злочини оправдани корејским национализмом против јапанског непријатеља, али пошто није успела да га придобије, она бива обешена. На пијанки како би прославили њено вешање, званичници откривају своју насилну прошлост оптерећену кривицом, несвесни Р и његове „сестре“ који леже на поду међу њима, и сами истражују Р-ову психу. Тужилац позива Р да остави слободног човека, али када отвори врата, тера га интензиван прасак светлости споља, што симболизује чињеницу да га као Корејца никада неће прихватити јапанско друштво. Коначно, Р признаје злочине, али се проглашава невиним – наводећи да ако га полицајци погубе, онда су и убице. У његовом другом вешању, Р-ово тело нестаје, остављајући празну омчу да виси испод вешала.

## Производња
Лик Р у филму заснован је на Ри Чину, етничком Корејцу који је 1958. године убио две јапанске ученице. Прерано сазрео, талентован младић, не само да је признао своје злочине, већ је о њима писао веома детаљно; његови списи, сакупљени као Злочин, Смрт и Љубав, постали су познати скоро као његови злочини и личност. Већи део његове књиге састојао се од преписке са Боком Џунаном, корејским новинаром који је био наклоњен комунистичком северу.